# Hariharapura, Pavagada
Hariharapura là một làng thuộc tehsil Pavagada, huyện Tumkur, bang Karnataka, Ấn Độ.